# Conus montilai
Conus montilai é uma espécie de gastrópode do gênero Conus, pertencente a família Conidae.